# Nickeldibutyldithiocarbamat
Nickeldibutyldithiocarbamat ist eine chemische Verbindung aus der Klasse der Dithiocarbamate, welche als Vulkanisationsbeschleuniger und UV-Stabilisator bzw. Antiozonant für Gummi verwendet wird. Sie wandelt bei hohen Temperaturen Hydroperoxide in Nichtradikale um.
Nickeldibutyldithiocarbamat kann durch Reaktion von Natriumdibutyldithiocarbamat mit einem Nickelsalz gewonnen werden.